# Aktinidie kolomikta
Actinidia kolomikta (japonsky: 深山木天蓼, ミヤママタタビ) (Rupr. et Maxim.) je druh rostlin z čeledi aktinidiovité. Je původní v mírném pásmu ve smíšených lesích Dálného východu, Koreje, Japonska a Číny. Bývá někdy nazývána mini-kiwi. Kvete v květnu až červnu, plody zrají v srpnu až září.

## Popis
Rostlina je velmi dlouhověkou, opadavou dřevitou liánou, která dorůstá až do výšky 7 m (někdy 8–10 m). Mladé letorosty bývají načervenalé nebo nahnědlé, lysé nebo krátce ochlupené. Listy srdčité, ostře špičaté, zelené u samčích rostlin někdy barevné (růžové nebo bílé) nebo s barevnými částmi. Květy s pěti bílými okvětními lístky, méně často světle červenými s množstvím tyčinek nebo pestíků. Plody jsou kulovité nebo podlouhle vejčité, 2–2,5 centimetry široké, lysé.
Je nejodolnějším druhem rodu aktinidie, snáší až −40 °C během zimy ačkoliv je poněkud náchylná k poškození pozdními jarními mrazíky. Samčí rostliny mají některé listy nebo jejich části růžově nebo bíle zbarvené, samičí rostliny jsou zeleně olistěny. Slupka plodů je oproti plodům aktinídie lahodné (Actinidia deliciosa) – kiwi, poměrně tenká.
|  |  |  |

## Pěstování
Druh je široce rozšířen jako okrasná zahradní a pokojová rostlina. Rostlina byla nalezena Charlesem Mariesem v Sapporo, na japonském ostrově Hokkaidó, v roce 1878. Rostliny byly zaslány školkám Veitch Nurseries, které ji rozšířily v Evropě.
Aktinídie kolomikta se pěstuje v chladných mírných oblastech jako okrasná rostlina, z velké části pro náhodně barevně zbarvené růžové a bílé olistění, ale také vzhledem k relativně malým (2–5 gramy) plodům podobným kiwi, lahodné chuti. Existuje celá řada pojmenovaných kultivarů pěstovaných pro plody v Rusku a Polsku, ačkoliv trvá roky než druh plodí. Druh aktinidie kolomikta je dvoudomá rostlina a je pro pěstování plodů třeba samčí i samičí rostliny.

## Domácí zvířata
Rostlina je atraktivní pro kočky, které ji shledávají atraktivnější než šantu kočičí nebo kozlík lékařský. Kočky tak mohou vážně poškodit rostliny. Pěstitel v Bostonu zjistil, všechny nově vysazené rostliny v jeho skleníku byly vždy rozkousány, než byla jako viník odhalena jeho kočka.